# Wikipédia en aceh
Wikipédia en aceh (en aceh : Wikipèdia bahsa Acèh) est l’édition de Wikipédia en acehnais ou aceh, langue chamique parlée à Aceh en Indonésie.  Les articles sont créés sur l'incubateur Wikimédia à partir d'avril 2008 et l'édition est lancée officiellement le 12 août 2009,,,,. Son code est : ace.
Au 21 mars 2025, l'édition en aceh contient 12 976 articles et compte 30 176 contributeurs, dont 38 contributeurs actifs et 3 administrateurs.

## Présentation

Localisation de la province d'Aceh en Indonésie.
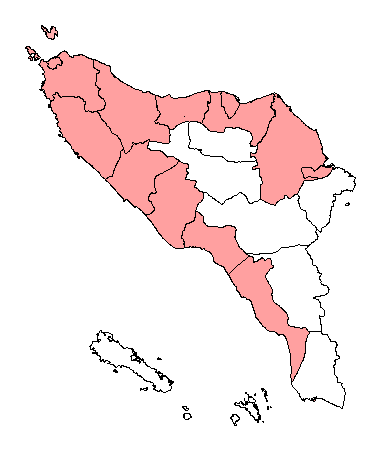
Aide de diffusion de l'aceh dans la province.

## Statistiques
- Le 12 mars 2015, l'édition en aceh compte 2 469 articles et 10 609 utilisateurs enregistrés[7], ce qui en fait la 196e[8] édition linguistique de Wikipédia par le nombre d'articles et la 142e[9] par le nombre d'utilisateurs enregistrés, parmi les 287 éditions linguistiques actives.
- Le 19 septembre 2022, elle contient 12 547 articles et compte 24 361 contributeurs, dont 29 contributeurs actifs et 3 administrateurs.
- Le 1er octobre 2024, elle contient 12 963 articles et compte 29 154 contributeurs, dont 34 contributeurs actifs et 3 administrateurs.